# Ettore Bignone
Ettore Bignone (Pinerolo, 17 dicembre 1879 – Firenze, 11 agosto 1953) è stato un filologo classico e letterato italiano.

## Biografia
Nato da Carlo e da Anita Matteucci, Ettore Bignone si laureò a Torino in Lettere classiche, con una dissertazione su Lucrezio, nel 1901 e in Filosofia nel 1902.
Iniziato il suo tirocinio di insegnante, da un ginnasio di Sicilia al liceo Manzoni di Milano, conseguì la libera docenza nell'Università di Pavia dinanzi a Giuseppe Fraccaroli e a Carlo Pascal.
Il 14 dicembre 1910 fu iniziato in Massoneria nella Loggia "Colonia Augusta" di Verona.
Il 1º gennaio 1922 venne nominato titolare di Letteratura greca nell'Università di Palermo. Quando giunse alla cattedra universitaria la sua autorità di studioso si era già affermata con i suoi scritti: nel 1916 un'opera su Empedocle, maturo frutto di una preparazione di anni, premiato dall'Accademia delle Scienze di Torino, seguita nel 1920 da un importantissimo studio analitico su Epicuro che testimoniava la sua salda preparazione filologica e che lo rese noto negli ambienti filosofici.
L'anno dopo furono pubblicati: Eros, il libro d'amore della poesia greca e l'Epigramma greco e nel 1924 gli Idilli di Teocrito, a cui si aggiunse dieci anni dopo un prezioso studio critico.
Preceduto dalla fama di uomo esperto, nel 1925 fu chiamato a Firenze in qualità di professore di Filologia classica e poi di Letteratura greca e latina; e come tale continuò il suo insegnamento fino al suo collocamento fuori ruolo, che avvenne nel 1950.
Assunta la direzione della rivista Atene e Roma nel 1933, il Bignone ebbe anche modo di ritornare in Sicilia allorché allestì con molto successo la rappresentazione delle tragedie sofoclee Le Trachinie (1933), l'Edipo a Colono (1936), l'Aiace (1939), da lui tradotte in versi.
Prima di un periodo di "ufficialità" (ebbe nel 1938 il Premio Mussolini, fu nominato "Accademico d'Italia" nel 1939) diede alle stampe nel 1936 la sua opera maggiore L'Aristotele perduto e la formazione filosofica di Epicuro, che rimane tra le più significative acquisizioni della filologia del secolo XX.
Nel 1937 pubblicò gli studi su Sofocle, Euripide e Orazio raccolti nel volume Poeti apollinei e nel 1938 gli Studi sul pensiero antico contenenti, ampliati, alcuni saggi precedentemente pubblicati su Antifonte.
Del 1940 è Il libro della letteratura greca e degli anni successivi un Libro della letteratura latina per le scuole.
Da allora si dedicò quasi completamente, oltre che alla ristampa di sue opere ormai esaurite, ad una grande Storia della letteratura latina iniziata nel 1942 e giunta nel 1950 al terzo volume.
Colpito negli ultimi mesi nell'affetto più caro quando la sua compagna d'università e di tutta la sua vita, Angioletta Coscia, morì, continuò infaticabile a lavorare sui suoi studi di letteratura latina.
Stava preparando il materiale per il quarto volume, sorretto e aiutato dalla sorella Adelina, quando sopraggiungeva la morte a liberarlo da atroci dolori.

## Opere
- Il pensiero platonico e il Timeo, in «Atene e Roma», 13, 1910.
- I poeti filosofi della Grecia: Empedocle, Torino, Bocca, 1916.
- Epicuro, Bari, Laterza, 1920.
- Eros, il libro di amore della poesia greca, Torino, Chiantore, 1921
- L'epigramma greco, Bologna, Zanichelli, 1921.
- L'Epica di Omero e Virgilio, 1926.
- Teocrito - Gli Idilli, Palermo, Sandron, 1924.
- Sofocle - Le Trachinie, Firenze, Sansoni, 1933.
- Teocrito - Saggio critico, Bari, Laterza, 1934.
- Edipo a Colono, Firenze, Sansoni, 1936.
- L'Aristotele perduto e la formazione filosofica di Epicuro, Firenze, La Nuova Italia, 1936.
- I poeti apollinei: Sofocle, Euripide, Orazio, Bari, Laterza, 1937.
- Studi sul pensiero antico, Napoli, Loffredo, 1938.
- Le tragedie di Sofocle tradotte in versi italiani, quattro volumi, Firenze, Sansoni, 1937 - 1938.
- Le tragedie di Eschilo tradotte in versi italiani, due volumi, Firenze, Sansoni, 1939.
- Il libro della letteratura greca, Firenze, Sansoni, 1940.
- Il libro della letteratura latina, Firenze, Le Monnier, 1946.
- Storia della letteratura latina (incompiuto), volume primo, Firenze, Sansoni, 1942; volume secondo, Ibidem, 1945; volume terzo, Ibidem, 1950.
- Problemi e orientamenti critici delle lingue e delle letterature classiche (opera diretta da Ettore Bignone), volume primo, Milano, Marzorati, 1948; volume secondo, Ibidem, 1951.